# Dehesas de Guadix
Dehesas de Guadix és un municipi de la província de Granada que limita amb la província de Jaén.